# Redefinirea unităților fundamentale din sistemul internațional din 2019

Sistemul Internațional după redefinirea din 2019: unitățile fundamentale așa cum sunt definite în termeni de constante fizice și alte unități de bază. Aici, înseamnă că este folosit în definiția lui.

Sistemul Internațional între 1983 și 2019: definițiile în termeni de alte unități fundamentală (de exemplu, metrul este definit ca distanța parcursă de lumină într-o anumită fracțiune de secundă), cu constantele naturii și artifactele folosite pentru a le defini (cum ar fi masa pentru kilogram și punctul triplu al apei pentru kelvin).

În 2019, patru dintre cele șapte unități fundamentale⁠(d) specificate în Sistemul Internațional de Cantități⁠(d) au fost redefinite în termeni de constante fizice naturale, în locul unor artifacte umane, cum ar fi kilogramul standard⁠(d). Începând cu 20 mai 2019, cea de-a 144-a aniversare a Convenției Metrului⁠(d), kilogramul, amperul, kelvinul și molul au început să fie definite prin stabilirea unor valori numerice exacte, atunci când sunt exprimate în unități SI, pentru constanta Planck (h), sarcina electrică elementară (e), constanta Boltzmann (kB), respectiv numărul lui Avogadro⁠(d) (NA). Secunda, metrul și candela fuseseră redefinite anterior folosind constante fizice. Cele patru noi definiții au vizat îmbunătățirea SI fără a modifica valoarea vreunei unități, asigurând continuitatea cu măsurătorile existente. În noiembrie 2018, a 26-a Conferință Generală pentru Greutăți și Măsuri⁠(d) (CGPM) a aprobat în unanimitate aceste modificări pe care Comitetul Internațional pentru Greutăți și Măsuri⁠(d) (CIPM) le propusese la începutul acelui an, după ce a determinat că se îndeplinesc condițiile convenite anterior pentru schimbare.:23Aceste condiții au fost îndeplinite de o serie de experimente care au măsurat constantele cu o precizie ridicată în raport cu vechile definiții SI și au fost punctul culminant al mai multor decenii de cercetare.
Ultima schimbare majoră a sistemului metric avusese loc în 1960, când se publicase oficial Sistemul Internațional de Unități (SI). Atunci a fost redefinit metrul: definiția a fost schimbată de la prototipul metrului⁠(d) la un anumit număr de lungimi de undă ale unei linii spectrale a unei radiații a izotopului krypton-86⁠(d), făcând ca metrul să derive din fenomene naturale universale. Kilogramul rămăsese însă definit de un prototip fizic, care rămăsese singurul artifact de care depindeau definițiile unităților SI. În acel moment SI, ca sistem coerent, era construit în jurul a șapte unități fundamentale⁠(d), ale căror puteri se foloseau pentru a construi toate celelalte unități. Odată cu redefinirea din 2019, SI este construit în jurul a șapte constante definitorii, care permit ca toate unitățile să fie construite direct din aceste constante. Desemnarea unităților fundamentale este păstrată, dar nu mai este esențială pentru definirea unităților SI.
Sistemul metric a fost conceput inițial ca un sistem de măsurare derivat din fenomene neschimbate, dar limitările practice au necesitat utilizarea artifactelor – prototipul metrului și prototipul kilogramului⁠(d) – la introducerea sistemului metric în Franța în 1799. Deși a fost conceput pentru stabilitate pe termen lung, masele prototipului kilogramului și ale copiilor sale secundare au prezentat mici variații unele față de altele de-a lungul timpului; ca urmare, ele nu mai sunt considerate a fi adecvate pentru acuratețea crescândă cerută de știință, fapt care a determinat căutarea unui înlocuitor adecvat. Definițiile unor unități fuseseră enunțate prin măsurători greu de realizat cu precizie într-un laborator, cum ar fi kelvinul, care era definit în termeni de punctul triplu al apei. Odată cu redefinirea din 2019, SI a devenit complet derivat din fenomenele naturale, majoritatea unităților fiind bazate pe constante fizice fundamentale.
O serie de autori au publicat critici la adresa definițiilor revizuite; printre aceste critici se numără premisa că propunerea nu a reușit să abordeze impactul ruperii legăturii dintre definiția daltonului și definițiile kilogramului, molului și constantei Avogadro⁠(d).

## Context
{\displaystyle c^{2}={\frac {1}{\mu _{0}\varepsilon _{0}}}}Structura de bază a SI a fost dezvoltată pe parcursul a aproximativ 170 de ani între 1791 și 1960. Din 1960, progresele tehnologice au făcut posibilă abordarea punctelor slabe ale SI, cum ar fi dependența de un artifact fizic pentru a defini kilogramul.

### Dezvoltarea SI
În primii ani ai Revoluției Franceze, liderii Adunării Naționale Constituante Franceze au decis să introducă un nou sistem de măsurare care se baza pe principiile logicii și fenomenelor naturale. Metrul a fost definit ca a zece milioana parte din distanța de la Polul Nord la Ecuator, iar kilogramul ca masa a unei miimi de metru cub de apă pură. Deși aceste definiții au fost alese pentru a evita ca unitățile să devină proprietatea cuiva, ele nu au putut fi măsurate cu suficientă comoditate sau precizie pentru a fi utile în practică. În schimb, s-au creat prototipuri sub forma Mètre des Archives⁠(d) și Kilogramme des Archives⁠(d) care erau „cea mai bună încercare” de a îndeplini aceste principii.
Până în 1875, utilizarea sistemului metric a devenit larg răspândită în Europa și în America Latină; în acel an, douăzeci de țări dezvoltate industrial s-au întâlnit pentru Convenția Metrului⁠(d), care a dus la semnarea Tratatului Metrului⁠(d), în baza căruia au fost înființate trei organisme care să preia custodia prototipurilor internaționale ale kilogramului și metrului și să reglementeze comparațiile cu prototipurile naționale. Acestea au fost:
- CGPM⁠(d) (Conferința Generală pentru Greutăți și Măsuri, Conférence générale des poids et mesures) – Conferința se întrunește o dată la patru până la șase ani și este formată din delegați ai țărilor care au semnat convenția. Acesta discută și examinează aranjamentele necesare pentru a asigura propagarea și îmbunătățirea Sistemului Internațional de Unități și aprobă rezultatele noilor determinări metrologice fundamentale.
- CIPM⁠(d) (Comitetul Internațional pentru Greutăți și Măsuri, Comité international des poids et mesures) – Comitetul este format din optsprezece oameni de știință eminenți, fiecare dintr-o țară diferită, numiți de CGPM. CIPM se întrunește anual și are sarcina de a consilia CGPM. CIPM a înființat mai multe subcomitete, fiecare însărcinat cu un anumit domeniu de interes. Unul dintre acestea, Comitetul Consultativ pentru Unități⁠(d) (CCU), consiliază CIPM în chestiuni referitoare la unitățile de măsură.[12]
- BIPM (Biroul Internațional pentru Greutăți și Măsuri, Bureau international des poids et mesures) – Biroul asigură păstrarea în siguranță a prototipurilor internaționale ale kilogramului și metrului, oferă facilități de laborator pentru compararea periodică a prototipurilor naționale cu prototipul internațional și este secretariatul CIPM și CGPM.

Primul CGPM (1889) a aprobat oficial utilizarea a 40 de prototipuri ale metrului și 40 de prototipuri ale kilogramului fabricate de firma britanică Johnson Matthey⁠(d) ca standarde impuse de Convenția metrului. Prototipurile Metrul nr. 6 și Kilogramul KIII au fost desemnate drept prototip internațional al metrului și, respectiv, al kilogramului; CGPM a păstrat alte copii ca copii de lucru, iar restul au fost distribuite statelor membre pentru a fi utilizate ca prototipuri naționale. Aproximativ o dată la 40 de ani, prototipurile naționale erau comparate și recalibrate cu prototipul internațional.
În 1921, Convenția metrului a fost revizuită și mandatul CGPM a fost extins pentru a oferi standarde pentru toate unitățile de măsură, nu doar pentru masă și lungime. În anii următori, CGPM și-a asumat responsabilitatea de a furniza standarde pentru curentul electric (1946), luminozitate (1946), temperatură (1948), timp (1956) și masă molară (1971). A IX-a CGPM din 1948 a instruit CIPM „să facă recomandări pentru un sistem practic unic de unități de măsură, adecvat pentru adoptare de către toate țările care aderă la Convenția Metrului”. Recomandările bazate pe acest mandat au fost prezentate celei de a XI-a CGPM (1960), unde au fost acceptate oficial și au primit numele de „Système International d'Unités” și abrevierea „SI”.

### Impulsul pentru schimbare
Există un precedent pentru schimbarea principiilor care stau la baza definirii unităților de bază SI; al XI-lea CGPM (1960) a definit metrul SI în termeni de lungime de undă a radiației de krypton-86⁠(d), înlocuind bara etalon anterioară SI, iar a XIII-a CGPM (1967) a înlocuit definiția originală a secundei, care se baza pe rotația medie a Pământului din 1750 până în 1892, cu o definiție bazată pe frecvența radiației emise sau absorbite cu tranziție între două niveluri hiperfine ale stării fundamentale a atomului de cesiu-133⁠(d). A XVII-a CGPM (1983) a înlocuit definiția din 1960 a metrului cu una bazată pe secundă, oferind o definiție exactă a vitezei luminii în unități de metri pe secundă⁠(d).

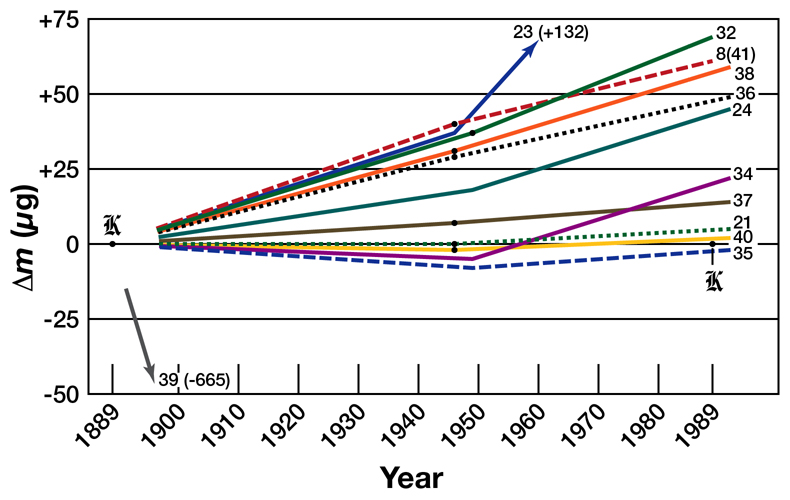
Deriva în timp a masei prototipurilor naționale K21–K40, plus două dintre copiile surori ale : K32 și K8(41). Toate modificările de masă sunt relativ la Prototipul Kilogramului.

De la fabricarea lor, s-au detectat variații de până la 2×10−8 kilograme (20 μg) pe an la kilogramele-prototip național în raport cu prototipul internațional al kilogramului (IPK). Nu exista nicio modalitate de a determina dacă prototipurile naționale câștigau masă sau dacă cel internațional pierdea masă. Ulterior, metrologul Peter Cumpson de la Universitatea Newcastle⁠(d) a identificat de atunci absorbția vaporilor de mercur sau contaminarea cu carbon drept posibile cauze ale acestei derive. La cea de a XXI-a reuniune a CGPM (1999), laboratoarele naționale au fost îndemnate să investigheze modalități de rupere a legăturii dintre kilogram și un anumit artifact.
Metrologii au investigat mai multe abordări alternative pentru redefinirea kilogramului⁠(d) pe baza constantelor fizice fundamentale. Printre altele, proiectul Avogadro⁠(d) și dezvoltarea balanței Kibble⁠(d) (cunoscută ca „bilanțul de wați” înainte de 2016) promiteau metode de măsurare indirectă a masei cu o precizie foarte mare. Aceste proiecte au oferit instrumente care permit mijloace alternative de redefinire a kilogramului.
Un raport publicat în 2007 de Comitetul Consultativ pentru Termometrie⁠(d) (CCT) către CIPM a remarcat că definiția actuală a temperaturii se dovedește nesatisfăcătoare pentru temperaturi sub 20 K și pentru temperaturi peste 1.300 K. Comitetul a considerat că constanta Boltzmann oferă o bază mai bună pentru măsurarea temperaturii decât punctul triplu al apei, deoarece depășește aceste dificultăți.
La a XXIII-a reuniune (2007), CGPM a mandatat CIPM să investigheze utilizarea constantelor naturale ca bază pentru toate unitățile de măsură, în locul artifactelor care erau atunci în uz. În anul următor, aceasta a fost aprobată de Uniunea Internațională de Fizică Pură și Aplicată (IUPAP). La o reuniune a CCU desfășurată la Reading, Regatul Unit, în septembrie 2010, au fost convenite în principiu o rezoluție și un proiect de modificări ale broșurii SI care urmau să fie prezentate la următoarea reuniune a CIPM din octombrie 2010. Reuniunea CIPM din octombrie 2010 a constatat că „condițiile stabilite de Conferința Generală la a XIII-a reuniune nu au fost încă îndeplinite pe deplin. Din acest motiv, CIPM nu propune o revizuire a SI în prezent”. Cu toate acestea, CIPM a prezentat o rezoluție spre examinare la cea de-a XXIV-a CGPM (17–21 octombrie 2011) pentru a cădea de acord cu noile definiții în principiu, dar nu pentru a le implementa până când nu se finalizează detaliile. Această rezoluție a fost acceptată de conferință și, în plus, CGPM a mutat data celei de a XXV-a reuniuni din 2015 în 2014. La a XXV-a reuniune din 18–20 noiembrie 2014, s-a constatat că „în ciuda [progresului în ceea ce privește cerințele necesare], datele nu par încă a fi suficient de solide pentru ca CGPM să adopte SI revizuit la a XXV-a reuniune a sa” amânând astfel revizuirea pentru următoarea întâlnire din 2018. În 2017 încă nu erau disponibile măsurători suficient de precise pentru a îndeplini condițiile, și redefinirea a fost adoptată la a XXVI-a CGPM (13–16 noiembrie 2018).

## Definirea constantelor
{\displaystyle Z_{0}={\sqrt {\frac {\mu _{0}}{\varepsilon _{0}}}},}După redefinirea cu succes din 1983 a metrului în termeni de valoare numerică exactă a vitezei luminii, Comitetul Consultativ pentru Unități (CCU) al BIPM a recomandat și BIPM a propus ca alte patru constante ale naturii să fie redefinite pentru a avea valori exacte. Acestea sunt:
- Constanta Planck h este exact 6.62607015×10−34 joule-secundă (J⋅s) .
- Sarcina elementară e este exact 1.602176634×10−19 Coulomb (C) .
- Constanta Boltzmann k este exact 1.380649 joule pe kelvin (J⋅K−1) .
- Constanta Avogadro NA este exact 6.02214076×10−23/mol .

Redefinirea păstrează neschimbate valorile numerice asociate cu următoarele constante ale naturii:
- Viteza luminii c este exact 299792458 metri pe secundă (m⋅s−1) ;
- Frecvența de tranziție a structurii hiperfine⁠(d) a stării fundamentale a atomului de cesiu-133 ΔνCs este exact 9192631770 hertzi (Hz);
- Eficacitatea luminoasă⁠(d) a radiației monocromatice de frecvență 540×1012 Hz ( 540 THz) – o frecvență a luminii de culoare verde la aproximativ sensibilitatea maximă a ochiului uman – Kcd (unde indicele „cd” este simbolul candelei) este exact 683 lumeni pe watt (lm⋅W−1) .

Cele șapte constante definitorii din SI de mai sus, exprimate în termeni de unități derivate⁠(d) (joule, coulomb, hertz, lumen și watt), sunt rescrise mai jos în termenii celor șapte unități fundamentale⁠(d) (secundă, metru, kilogram, amper, kelvin, mol și candelă);  se folosește și unitatea adimensională steradian (simbol sr):
Ca parte a redefinirii, prototipul internațional al kilogramului⁠(d) a fost retras și definițiile kilogramului, amperului și kelvinului au fost înlocuite. Definiția molului a fost și ea revizuită. Aceste modificări au ca efect redefinirea unităților fundamentale din SI, deși definițiile unităților derivate SI în raport cu unitățile fundamentale rămân aceleași.

## Impactul asupra definițiilor unităților fundamentale
În urma propunerii CCU, textele definițiilor tuturor unităților de bază au fost fie rafinate, fie rescrise, mutând accentul de la explicitarea definiției pentru unități la explicitare definițiilor constantelor. Definițiile care explicitează unitățile definesc o unitate în termenii unui exemplu specific al acelei unități; de exemplu, în 1324 Edward al II-lea a definit țolul ca fiind lungimea a trei boabe de orz⁠(d), iar din 1889 până în 2019 kilogramul a fost definit ca fiind masa Prototipului Internațional al Kilogramului. În definițiile care explicitează constante, unei constante a naturii i se dă o valoare specificată, iar definiția unității apare ca o consecință; de exemplu, în 2019, viteza luminii a fost definită ca fiind exact 299792458 de metri pe secundă. Lungimea metrului putea fi derivată de aici, deoarece secunda fusese deja definită independent. Definițiile anterioare și cea din 2019 sunt date mai jos.

### Secunda
Noua definiție a secundei este efectiv aceeași cu cea anterioară, singura diferență fiind că condițiile în care se aplică definiția sunt definite mai riguros.
- Definiția anterioară: Secunda este durata a 9192631770 de perioade ale radiației corespunzătoare tranziției dintre cele două niveluri hiperfine⁠(d) ale stării fundamentale a atomului de cesiu-133.
- Definiția din 2019: Secunda, simbolul s, este unitatea SI a timpului. Se definește luând valoarea numerică fixă a frecvenței cesiului, ΔνCs, frecvența de tranziție hiperfină a stării fundamentale neperturbate a atomului de cesiu-133,[f] să fie 9192631770 când este exprimată în unitatea Hz, care este egală cu s−1.

Secunda poate fi exprimată direct în termenii constantelor definitorii:
1 s = 9192631770/ΔνCs

### Metrul
Noua definiție a metrului este efectiv aceeași cu cea anterioară, singura diferență fiind că rigoarea suplimentară în definirea secundei se propagă și la metru.
- Definiție anterioară: Metrul este lungimea drumului parcurs de lumină în vid într-un interval de timp de 1/299792458 dintr-o secundă.
- Definiția din 2019: Metrul, simbolul m, este unitatea SI a lungimii. Se definește luând valoarea numerică fixă a vitezei luminii în vid c ca fiind 299792458 atunci când este exprimată în unitatea m⋅s−1, unde secunda este definită în termeni de frecvență de radiație a cesiului ΔνCs.

Metrul poate fi exprimat direct în termeni de constante definitorii:
1 m = 9192631770/299792458c/ΔνCs

### Kilogramul

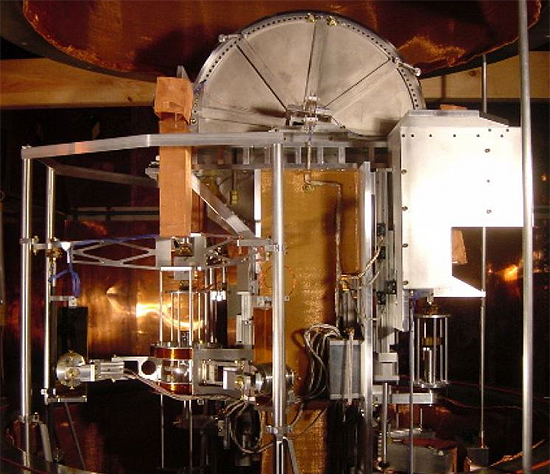
O, care a fost folosită pentru a măsura constanta Planck în termenii prototipului internațional al kilogramului.

Definiția kilogramului s-a schimbat fundamental de la un artifact (prototipul internațional al kilogramului⁠(d)) la o constantă a naturii. Noua definiție raportează kilogramul la echivalentul de masă al energiei⁠(d) unui foton la o anumită frecvență.
- Definiție anterioară: Kilogramul este unitatea de masă; este egală cu masa prototipului internațional al kilogramului.
- Definiția 2019: kilogramul, simbolul kg, este unitatea SI a masei. Se definește luând valoarea numerică fixă a constantei Planck h ca fiind 6.62607015×10−34 atunci când este exprimată în unitatea J⋅s, care este egală cu kg⋅m2⋅s−1, unde metrul și secunda sunt definite în termeni de c și ΔνCs.

Pentru ilustrare, o redefinire propusă anterior care este echivalentă cu această definiție din 2019 este: „Kilogramul este masa unui corp în repaus a cărui energie echivalentă este egală cu energia unei colecții de fotoni ale căror frecvențe se însumează la [1.356392489652×1050] hertzi.”
Kilogramul poate fi exprimat direct în termeni de constante definitorii:
1 kg = (299792458)2/(6.62607015×10−34)(9192631770)hΔνCs/c2
ceea ce duce la
1 J⋅s = h/6.62607015×10−34
1 J = hΔνCs/(6.62607015×10−34)(9192631770)
1 W = h(ΔνCs)2/(6.62607015×10−34)(9192631770)2
1 N = 299792458/(6.62607015×10−34)(9192631770)2h(ΔνCs)2/c

### Amperul
Definiția amperului a suferit o revizuire majoră. Definiția anterioară, care este greu de realizat cu mare precizie în practică, a fost înlocuită cu o definiție mai ușor de realizat.
- Definiție anterioară: Amperul este acel curent constant care, dacă este menținut în doi conductori rectilinii paraleli de lungime infinită, de secțiune transversală circulară neglijabilă și plasați la 1 m distanță în vid, ar produce între acești conductori o forță egală cu 2×10−7 newtoni pe metru de lungime.
- Definiția din 2019: Amperul, simbolul A, este unitatea SI a curentului electric. Se definește luând valoarea numerică fixă a sarcinii elementare e ca fiind 1.602176634×10−19 atunci când este exprimată în unitatea C, care este egală cu A⋅s, unde secunda este definită în termeni de ΔνCs.

Amperul poate fi exprimat direct în termeni de constante definitorii ca:
1 A = eΔνCs/(1.602176634×10−19)(9192631770)
Pentru ilustrare, aceasta este echivalentă cu definirea coulombului ca fiind un multiplu exact specificat al sarcinii elementare.
1 C = e/1.602176634×10−19
Deoarece definiția anterioară conținea o referire la forță, care are dimensiunile MLT−2, rezultă că, în sistemul internațional anterior, kilogramul, metrul și secunda – unitățile de bază reprezentând aceste dimensiuni – trebuiau definite înainte ca amperul să poată fi definit. Alte consecințe ale definiției anterioare au fost că în SI valoarea permeabilității magnetice a vidului⁠(d) (μ0) era fixată la exact 4π×10−7 H·m−1. Deoarece viteza luminii în vid (c) este și ea fixă, rezulta din relația
că permitivitatea electrică a vidului⁠(d) (ε0) are și ea o valoare fixă, și din
rezultă că impedanța spațiului liber⁠(d) (Z0) are și ea o valoare fixă.
O consecință a definiției revizuite este că amperul nu mai depinde de definițiile kilogramului și metrului; depinde, totuși, încă de definiția secundei. În plus, valorile numerice exprimate în unități SI ale permeabilității magnetice a vidului, permitivității electrice a vidului și impedanței spațiului liber, care erau exacte înainte de redefinire, sunt acum, după redefinire, supuse erorilor experimentale. De exemplu, valoarea numerică a permeabilității magnetice a vidului are o incertitudine relativă egală cu cea a valorii experimentale a constantei structurii fine {\displaystyle \alpha }. Valoarea CODATA 2018 pentru incertitudinea standard relativă a lui {\displaystyle \alpha } este 1.5×10−10 
Definiția amperului duce la valori exacte pentru
1 V = 1.602176634×10−19/(6.62607015×10−34)(9192631770)hΔνCs/e
1 Wb = 1.602176634×10−19/6.62607015×10−34h/e
1 Ω = (1.602176634×10−19)2/6.62607015×10−34h/e2

### Kelvinul
Definiția kelvinului a suferit o schimbare fundamentală. În loc să folosească punctul triplu al apei pentru a fixa scara temperaturii, noua definiție folosește echivalentul energetic dat de ecuația lui Boltzmann⁠(d).
- Definiție anterioară: kelvinul, unitatea de măsură a temperaturii termodinamice⁠(d), este 1/273.16 din temperatura termodinamică a punctului triplu al apei.
- Definiție 2019: Kelvinul, simbolul K, este unitatea SI a temperaturii termodinamice. Se definește luând valoarea numerică fixă a constantei Boltzmann k ca fiind 1.380649×10−23 atunci când este exprimată în unitatea J⋅K −1, care este egală cu kg⋅m2⋅s−2⋅K−1, unde kilogramul, metrul și secunda sunt definite în termeni de h, c și ΔνCs.

Kelvinul poate fi exprimat direct în termeni de constante definitorii ca:
1 K = 1.380649×10−23/(6.62607015×10−34)(9192631770)hΔνCs/k

### Molul

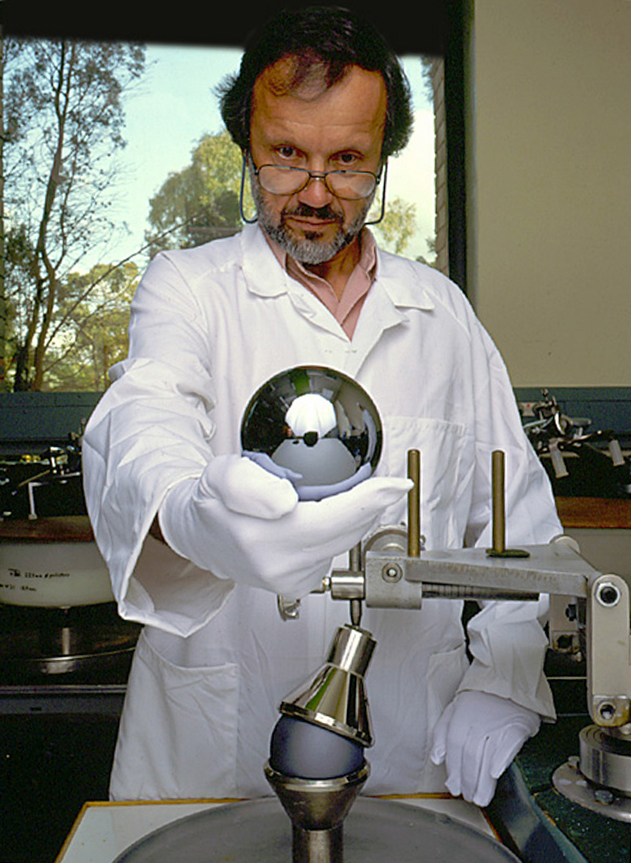
O sferă aproape perfectă de siliciu ultrapur – parte a, astăzi defunct, un proiect al cărui scop era de a determina.

Definiția anterioară a molului era legată de kilogram. Definiția revizuită rupe această legătură făcând ca molul să fie un număr anume de entități din substanța în cauză.
- Definiție anterioară: molul este cantitatea de substanță dintr-un sistem care conține tot atâtea entități elementare câți atomi există în 0,012 kilograme de carbon-12. Când se utilizează molul, entitățile elementare trebuie specificate și pot fi atomi, molecule, ioni, electroni, alte particule sau grupuri specificate de astfel de particule.
- Definiție 2019:[7]:22 Molul, simbolul mol, este unitatea SI a cantității de substanță. Un mol conține exact 6.02214076×1023 de entități elementare. Acest număr este valoarea numerică fixă a constantei Avogadro⁠(d), NA, atunci când este exprimată în unitatea mol−1 și se numește numărul lui Avogadro.[7][45] Cantitatea de substanță, simbolul n, al unui sistem este o măsură a numărului de entități elementare specificate. O entitate elementară poate fi un atom, o moleculă, un ion, un electron, sau orice altă particulă ori grup specificat de particule.

Molul poate fi exprimat direct în termeni de constante definitorii ca:
1 mol = 6.02214076×1023/NA
O consecință a acestei schimbări este că relația definită anterior între masa atomului de 12C, dalton, kilogram și constanta Avogadro nu mai este valabilă. Una dintre următoarele a trebuit să se schimbe:
- Masa unui atom de 12C este exact 12 daltoni.
- Numărul de daltoni dintr-un gram este exact valoarea numerică a constantei Avogadro: (adică, 1 g/Da = 1 mol ⋅ NA).

Formularea din a IX-a Broșură SI implică faptul că prima afirmație rămâne valabilă, ceea ce înseamnă că a doua nu mai este adevărată. Constanta masei molare⁠(d), deși rămâne încă cu mare precizie aproximativ 1 g/mol, nu mai este exact egal cu această valoare. Anexa 2 la a IX-a Broșură SI afirmă că „masa molară a carbonului 12, M(12C), este egală cu 0.012 kg⋅mol−1 cu o incertitudine standard relativă egală cu cea a valorii recomandate a NAh la momentul adoptării acestei rezoluții, și anume 4.5×10−10, și că în viitor valoarea acesteia va fi determinată experimental”, ceea ce nu face referire la dalton și este în concordanță cu oricare dintre afirmații.

### Candela
Noua definiție a candelei este efectiv aceeași cu definiția anterioară ca fiind dependentă de alte unități fundamentale, cu rezultatul că redefinirea kilogramului și rigoarea suplimentară în definițiile secundei și metrului se propagă la candelă.
- Definiție anterioară: candela este intensitatea luminoasă, într-o direcție dată, a unei surse care emite radiații monocromatice cu frecvența 540×1012 Hz și care are o intensitate radiantă în acea direcție de 1/683 watt pe steradian.
- Definiția din 2019: candela, simbolul cd, este unitatea SI a intensității luminoase într-o direcție dată. Se definește luând valoarea numerică fixă a eficacității luminoase⁠(d) a radiației monocromatice cu frecvența 540×1012 Hz, Kcd, ca fiind 683 când se exprimă în unitatea lm⋅W−1, care este egală cu cd⋅sr⋅W−1, sau cd⋅sr⋅kg−1⋅m−2⋅s3, unde kilogramul, metrul și secunda sunt definite în termeni de h, c și ΔνCs.

1 cd = 1/683(6.62607015×10−34)(9192631770)2Kcdh(ΔνCs)2

## Impact asupra reproductibilității
Toate cele șapte unități SI fundamentale sunt definite în termeni de constante definite și constante fizice universale.  Sunt necesare șapte constante pentru a defini cele șapte unități fundamentale, dar nu există o corespondență directă între fiecare unitate fundamenatală și o anume constantă; cu excepția secundei și molului, fiecare unitate fundamentală este definită prin concursul mai multor constante din cele șapte.
Când a fost proiectat pentru prima dată noul SI, existau mai mult de șase constante fizice potrivite dintre care proiectanții puteau alege. De exemplu, odată ce se stabileau lungimea și timpul, se putea utiliza, din punct de vedere dimensional, constanta gravitațională universală G pentru a defini masa. În practică, G poate fi măsurat doar cu o incertitudine relativă de ordinul a 10−5, ceea ce ar fi făcut ca limita superioară a reproductibilității kilogramului să fie în jur de 10−5, în timp ce prototipul internațional pe atunci actual al kilogramului putea fi măsurat cu o reproductibilitate de 1.2×10−8. Constantele fizice au fost alese pe baza incertitudinii minime asociate cu măsurarea lor și pe baza gradului de independență al constantei față de alte constante care erau utilizate. Deși BIPM a dezvoltat o punere în practică standard (îndrumar tehnic) pentru fiecare tip de măsurare, punerea în practică utilizată pentru a efectua măsurarea nu face parte din definiția măsurării – ea este doar o asigurare că măsurarea poate fi efectuată fără a depăși incertitudinea maximă specificată.

## Acceptare
O mare parte din munca depusă de CIPM⁠(d) este delegată comitetelor consultative. Comitetul Consultativ pentru Unități (CCU) al CIPM a efectuat modificările propuse, în timp ce alte comitete au examinat propunerea în detaliu și au făcut recomandări cu privire la acceptarea acestora de către CGPM în 2014. Comitetele consultative au stabilit o serie de criterii care trebuie îndeplinite înainte de a susține propunerea CCU, printre care:
- Pentru redefinirea kilogramului, trebuie efectuate cel puțin trei experimente separate care produc valori pentru constanta Planck cu o incertitudine relativă extinsă (95%) de peste 5×10−8 și cel puțin una dintre aceste valori să fie mai bună decât 2×10−8. Atât balanța Kibble⁠(d), cât și proiectul Avogadro⁠(d) ar trebui incluse în experimente și orice diferențe între acestea trebuie reconciliate.[50][51]
- Pentru redefinirea kelvinului, incertitudinea relativă a constantei Boltzmann derivată din două metode fundamental diferite, cum ar fi termometria acustică a gazelor și termometria gazului cu constantă dielectrică, trebuie să fie mai bună decât 10-6, iar aceste valori trebuie coroborate prin alte măsurători.[52]

În martie 2011, grupul International Avogadro Coordination (IAC) a obținut o incertitudine de 3.0×10−8, iar NIST a obținut o incertitudine de 3.6×10−8 în măsurătorile lor. La 1 septembrie 2012, Asociația Europeană a Institutelor Naționale de Metrologie⁠(d) (EURAMET) a lansat un proiect oficial cu scopul de a reduce diferența relativă dintre balanța Kibble și abordarea cu sferă de siliciu pentru măsurarea kilogramului de la (17±5)×10−8 la 2×10−8. În martie 2013, redefinirea propusă era cunoscută sub numele de „Noul SI” dar Mohr, într-o lucrare care urmează propunerii CGPM, dar anterioară propunerii formale CCU, a sugerat că, deoarece sistemul propus utilizează fenomene la scară atomică în locul unora macroscopice, ar trebui fi numit „Sistemul SI cuantic”.
Începând cu valorile recomandate de CODATA în 2014 ale constantelor fizice fundamentale publicate în 2016 folosind datele colectate până la sfârșitul anului 2014, toate măsurătorile au îndeplinit cerințele CGPM, iar redefinirea și următoarea reuniune cuadrienală a CGPM de la sfârșitul anului 2018 putea acum să meargă mai departe.
La 20 octombrie 2017, cea de-a 106-a reuniune a Comitetului Internațional pentru Greutăți și Măsuri (CIPM) a acceptat în mod oficial un Proiect de Rezoluție A revizuit, care solicita redefinirea SI, care urma să fie votat la cea de-a XXVI-a CGPM.:17–23 În aceeași zi, ca răspuns la aprobarea de către CIPM a valorilor finale,:22 Grupul de lucru CODATA privind constantele fundamentale și-a publicat valorile recomandate în 2017 pentru cele patru constante cu incertitudini și a propus valori numerice pentru redefinirea fără incertitudine. Votul, care a avut loc la 16 noiembrie 2018 la cea de-a XXVI-a GCPM, a fost unanim; toți reprezentanții naționali prezenți au votat în favoarea propunerii revizuite.
Noile definiții au intrat în vigoare la 20 mai 2019.

## Îngrijorări
În 2010, Marcus Foster de la Commonwealth Scientific and Industrial Research Organisation⁠(d) (CSIRO) a publicat o critică amplă a SI; el a ridicat numeroase probleme, de la probleme de bază, cum ar fi absența simbolului „Ω” (omega, folosit pentru ohm) de pe majoritatea tastaturilor de computer occidentale până la probleme abstracte precum formalismul⁠(d) inadecvat în conceptele metrologice pe care se bazează SI. Modificările propuse în noul SI abordau doar problemele legate de definirea unităților de bază, inclusiv noi definiții ale candelei și molului – unitățile despre care Foster susținea că nu sunt adevărate unități fundamentale. Alte probleme ridicate de Foster nu intră în domeniul de aplicare al propunerii.

### Definiții explicite pe unitate și explicite pe constante
Au fost exprimate îngrijorări că utilizarea definițiilor explicite pe constante ale unităților în curs de definire care nu sunt legate de un exemplu de cantitate va avea multe efecte adverse. Deși această critică se aplică legăturii kilogramului cu constanta Planck h printr-o rută care necesită cunoștințe atât de teoria relativității restrânse, cât și despre mecanica cuantică, ea nu se aplică definiției amperului, care este mai aproape de un exemplu de cantitate decât definiția anterioară. Unii observatori au salutat schimbarea de a baza definiția curentului electric pe sarcina electronului, în locul definiției anterioare printr-o forță exercitată între doi conductori paraleli; deoarece natura interacțiunii electromagnetice dintre două corpuri este oarecum diferită la nivelulelectrodinamicii cuantice decât la cele ale electrodinamicii clasice, se consideră nepotrivită utilizarea electrodinamicii clasice pentru a defini cantitățile care există la niveluri electrodinamice cuantice.

### Masa și constanta Avogadro
Când s-a anunțat în 2005 scara divergenței dintre prototipurile IPK⁠(d) și kilogramele naționale, a început o dezbatere pe marginea ideii definirii kilogramului în funcție de masa atomului de siliciu-28⁠(d) sau prin utilizarea balanței Kibble⁠(d). Masa unui atom de siliciu putea fi determinată folosind proiectul Avogadro⁠(d) și, folosind constanta Avogadro, se putea lega direct de kilogram. De asemenea, au fost exprimate îngrijorările că autorii propunerii nu au reușit să abordeze impactul ruperii legăturii dintre mol, kilogram, dalton și constanta Avogadro⁠(d) (NA). Această legătură directă i-a făcut pe mulți să susțină că molul nu este o adevărată unitate fizică, ci, potrivit filozofului suedez Johansson, un „factor de scalare”.
Ediția a VIII-a a Broșurii SI a definit daltonul în termenii masei unui atom de 12C. Ea definea constanta Avogadro în termeni de această masă și kilogram, făcând-o să fie determinată prin experiment. Redefinirea fixează constanta Avogadro și Broșura a IX-a SI reține definiția daltonului în termeni de 12C, cu efectul că legătura dintre dalton și kilogram se rupe.
În 1993, Uniunea Internațională de Chimie Pură și Aplicată (IUPAC) a aprobat utilizarea daltonului ca alternativă la unitatea atomică de masă unificată cu mențiunea că CGPM nu și-a dat aprobarea. De atunci însă, această aprobare a fost dată. În urma propunerii de a redefini molul prin fixarea valorii constantei Avogadro, Brian Leonard de la Universitatea din Akron⁠(d) scria în Metrologia⁠(d) o propunere ca daltonul (Da) să fie redefinit astfel încât NA = (g/Da) mol−1, dar că unitatea atomică de masă unificată (mu) își păstrează definiția actuală bazată pe masa de 12C, încetând să fie exact egală cu daltonul. Acest lucru ar face ca daltonul și unitatea atomică de masă să difere potențial unul de cealaltă cu o incertitudine relativă de ordinul a 10-10. A IX-a broșură SI definește însă atât daltonul (Da) cât și unitatea de masă atomică unificată (u) exact ca 1/12 din masa unui atom de carbon-12 liber și nu în raport cu kilogramul, cu efectul că ecuația de mai sus va fi inexactă.

### Temperatura
Diferitele intervale de temperatură necesită metode de măsurare diferite. Temperatura camerei⁠(d) poate fi măsurată prin dilatarea și contracția unui lichid într-un termometru, dar temperaturile ridicate sunt adesea asociate cu culoarea radiației de corp negru⁠(d). Abordând structura SI din punct de vedere filozofic în Journal of the Polish Physical Society⁠(d), Wojciech T. Chyla a susținut că temperatura nu este o unitate fundamentală reală, ci este o medie a energiilor termice ale particulelor individuale care cuprind corpul măsurat. El a observat că în multe lucrări teoretice, temperatura este reprezentată prin mărimile Θ sau β unde{\displaystyle \Theta =kT;\quad \beta ={\frac {1}{kT}}}iar k este constanta Boltzmann. Chyla a recunoscut, totuși, că în lumea macroscopică, temperatura joacă rolul unei unități fundamentale, deoarece o mare parte din teoria termodinamicii se bazează pe temperatură.
Comitetul Consultativ pentru Termometrie⁠(d), parte a Comitetului Internațional pentru Greutăți și Măsuri⁠(d), publică o mise en pratique (îndrumar tehnic), actualizată ultima dată în 1990, pentru măsurarea temperaturii. La temperaturi foarte scăzute și foarte ridicate, aceasta leagă adesea energia de temperatură prin constanta Boltzmann.

### Intensitate luminoasă
Foster a susținut că „intensitatea luminoasă [candela] nu este o cantitate fizică, ci o cantitate fotobiologică⁠(d) care există în percepția umană”, contestând ideea că candela ar fi o unitate fundamentală. Înainte de decizia din 1979 de a defini unitățile fotometrice în termeni de flux luminos (putere) în loc de intensitate luminoasă a surselor de lumină standard, existau deja îndoieli dacă ar trebui să existe încă o unitate de bază separată pentru fotometrie. În plus, a existat un acord unanim că lumenul era acum mai fundamental decât candela. Cu toate acestea, de dragul continuității, candela a fost păstrată ca unitate fundamentală.